# Leucopis aciliosa
Leucopis aciliosa är en tvåvingeart som beskrevs av Mcalpine 1971. Leucopis aciliosa ingår i släktet Leucopis och familjen markflugor. Inga underarter finns listade i Catalogue of Life.